# František Jureček
František Jureček (24. září 1868, Moravská Ostrava – 5. října 1925, Moravská Ostrava) byl ostravský stavitel a sběratel umění. Tento podnikatel postavil v Ostravě celou řadu obytných i podnikatelských budov, např. na třídě Československých legií nebo náměstí Svatopluka Čecha. Byl také členem správní rady Českého akciového pivovaru v Moravské Ostravě (současný pivovar Ostravar).
Neméně významná je však jeho činnost sběratele a mecenáše umění. Byl to on, kdo se stal zakladatelem Spolku pro vystavění a udržování výstavního pavilonu v Moravské Ostravě, který postavil dnešní Dům umění. Slavnostního otevření budovy v roce 1926 se nedožil, avšak ještě před svou smrtí odkázal spolku podstatnou část své sbírky výtvarného umění, která obsahovala především českou malbu 19. století. Tato tzv. „Jurečkova galerie“ se stala trvalou galerijní expozicí a její postupné rozšiřování se stalo základem nynější Galerie výtvarného umění v Ostravě.
František Jureček zemřel v Moravské Ostravě v noci z 5. na 6. října 1925.